# 轉數快
快速支付系统（英語：Faster Payment System），简称及通称转数快（英語：FPS），是香港的电子支付平台，由香港金融管理局于2018年9月推出。

## 使用
轉數快接通不同的銀行及储值支付营运商，可让个人或机构在不同支付服务，提供商间直接进行实时转账。
轉帳方無須提供戶口號碼，憑已登記的手機號碼或電郵地址，就可以作為轉帳識別代號。
時任金管局總裁陳德霖稱該系統是「全球獨一無二的小額實時支付平台」。

## 運作
轉數快由香港銀行同業結算有限公司运作，目前支持港元及人民币两种货币。
其中港元交易的交收机构为金管局，人民币交易的交收机构为中國銀行（香港）。

## 特點

### 收費低廉
傳統的跨行轉帳系統每宗交易，需收取50至200港幣的手續費，或需等待最長兩日的時間完成清算。
轉數快提供即時、全日服務、便宜的方式進行本地轉帳。在個人銀行戶口經轉數快轉帳，一般無須收費。

### QR碼轉帳
轉數快系統的參與各方共同遵守一套QR碼標準，支援各種向商戶繳費的方式，包括提款卡、儲值支付工具、從戶口直接轉帳等。
香港金融管理局推出的「香港共用二維碼」系統，可將各商戶的支付二維碼，綜合成一個共用二維碼。

### 跨境支付

#### 中國内地
金管局与中国人民银行计划联通数字人民币与转数快系统。
2023年杭州亚运会期间，数字人民币与转数快试行互通；香港代表团成员可由香港本地银行账户中的港元和人民币账户，经转数快向数字人民币钱包充值。
另外，轉數快系統亦於2025年6月22日聯通內地的網上支付跨行清算系統（IBPS），稱為“跨境支付通”。結算銀行為中國銀行（香港）。

#### 泰國
香港金管局及泰国银行正推進接通兩地快速支付系統。
2023年11月，香港金管局總裁宣佈自12月4日起，轉數快将與泰國的快速支付系統「PromptPay」互通。
该服务由汇丰银行和盘谷银行提供外汇兑换及结算服务，每日交易上限港币一万元。

## 参与机构

### 本地支付
截止2021年1月9日，共有155间银行及12间储值支付营运商参与转数快平台，其中55间银行和5间储值支付营运商支持人民币交易；下列机构提供实时服务：

| 银行 - 中國銀行（香港） - 交通銀行（香港） - 交通銀行香港分行 - 東亞銀行 - 中信銀行（國際） - 中國建設銀行（亞洲） - 中國民生銀行香港分行 - 集友銀行 - 創興銀行 - 花旗銀行（香港） - 花旗銀行 - 招商永隆銀行 - 大新銀行 - 星展銀行（香港） - 星展银行香港分行 - 富邦銀行（香港） - 恒生銀行 - 香港上海滙豐銀行 - 中國工商銀行（亞洲） - 理慧银行 - Mox Bank - 南洋商業銀行 - 華僑永亨銀行 - 平安壹賬通銀行（香港） - 大眾銀行（香港） - 上海商業銀行 - 渣打銀行（香港） - 匯立銀行 - 眾安銀行 - 天星銀行 | 儲值支付工具 - AlipayHK - 快易通 - 全球付 - Tap & Go - 僑達國際 - 八達通銀包 - PayMe from HSBC - UniCard Solution - WeChat Pay Hong Kong - 三三金融 |

### 跨境支付
首批参与接通泰國PromptPay的港方金融机构如下：
- 中國銀行（香港）
- 交通銀行（香港）
- 東亞銀行
- 花旗銀行（香港）
- 富邦銀行（香港）
- 恒生銀行
- Tap & Go
- 滙豐銀行
- 八達通銀包